# 摩洛哥
摩洛哥王国，通稱摩洛哥（المغرب；），是北非西端马格里布的一个君主立宪制国家。其东部与阿尔及利亚接壤，南部其实际管辖的西撒哈拉地区与毛里塔尼亚紧邻，西部滨临大西洋，并向北隔直布罗陀海峡和地中海与葡萄牙、西班牙相望。首都为拉巴特，最大城市卡萨布兰卡。
摩洛哥在历史上连续由多个独立王朝统治，首个王朝为788年建立的伊德里斯王朝。在穆拉比特王朝和穆瓦希德王朝的统治下，摩洛哥的国力达到顶峰，国土范围涵盖西北非大部，势力触及伊比利亚半岛。随后的马林王朝和萨阿德王朝时期，摩洛哥受到外国一定威胁，但仍免遭奥斯曼土耳其征服，成为西北非唯一的独立国家。阿拉维王朝于1631年建立，其统治一直延续到今日。1912年摩洛哥沦为殖民地性质的保护国，领土被法国和西班牙瓜分。1956年摩洛哥重获独立，并在地区范围内成长为强权，1979年完成对西撒哈拉大部分地区的控制，其在西撒哈拉的权力要求未完全被国际主流所认可，但阿拉伯国家联盟明确承认西撒哈拉是摩洛哥的领土。摩洛哥認為其北海岸由西班牙實際管轄接壤的休達、梅利利亞及西属主权地為其領土。
摩洛哥是二元制君主立宪制国家，行政权归于政府，立法权归于政府和议会两院，国王仍然握有行政和立法权力，在军事、外交和宗教事务拥有较大话语权。伊斯兰教是摩洛哥的主要宗教，官方语言包括现代标准阿拉伯语和柏柏尔语，其中后者于2011年获得官方地位。摩洛哥人主要使用摩洛哥阿拉伯语作为口语，其和现代标准阿拉伯语有一定差异；由于历史原因，摩洛哥主要在城市還能使用法语，前西屬撒哈拉領地部分則也能使用西班牙语。
摩洛哥现为阿拉伯国家联盟、非洲联盟和地中海联盟成员国，是非洲第五大经济体(排在南非、埃及、奈及利亞、阿爾及利亞)之後。。

## 历史
距今40万年前便有古人类在摩洛哥活动。考古发现证明这里很早就有人居住了。最早在这里定居的柏柏尔人的来历已无以考证。腓尼基人，迦太基人和罗马人先后占领这里。7世纪时，阿拉伯人到来，並在8世纪建立王国。中世纪时期在这里统治的朝代有些是柏柏尔人，有些是阿拉伯人。摩洛哥王国（羅馬化：al-mamlakat al-Maġrib）的国名来源于阿拉伯语中称呼西方的「马格里布」，中國古籍中有關摩洛哥的較早記載，有宋人趙汝適《諸蕃志》「默伽獵國」。明代《坤輿萬國全圖》把摩洛哥稱為「馬邏可國」。
从15世纪开始，摩洛哥受到多个西方国家的入侵。20世纪初期的摩洛哥危机是导致第一次世界大战的重要原因之一。1912年3月，法国占领摩洛哥。1956年3月，获得独立。
現今摩洛哥阿拉維王朝是在17世紀開始的，1957年，摩洛哥苏丹穆罕默德五世宣佈改稱國王，摩洛哥蘇丹國改制為摩洛哥王國。實行君主立憲制，但君主較內閣和國會擁有相當大的權力，所以是二元君主制。

## 政治
摩洛哥是君主立宪制的多党制的伊斯兰国家，国王拥有比较大的权力。议会分参议院和众议院两院，众议院325名议员由国民直接选举而出，任期为五年。参议院270名由地方代表选出，每三年更换三分之一。
穆罕默德六世从1999年登基后加强国家的民主化，对内试图缓和贫困和保证社会治安，对外持比较缓和的伊斯兰国家政策。摩洛哥是中东与欧美对话的重要中间国。2004年6月，美国总统布希宣布给予摩洛哥主要非北约盟友地位。
自2011年2月20日起，摩洛哥民众展开民主示威活动。2011年3月9日，穆罕默德六世国王宣布将进行全面的宪政改革，内容有首相产生方式和权力、提高国民的自由和人权、建立独立的司法体系等各个方面，以真正实现民主政治。6月17日，国王提出政改计划，将自限权力建立一个民主的君主立宪体制，计划将在7月1日交付公投。方案内容：将国王许多权力交给首相和国会；未来将实施直接普选，政府首长由胜选政党组成；由首相指派政府官员，包括行政部门和国营企业首长，并且首相将有权力解散国会等。
2011年7月1日，摩洛哥举行新宪法草案全民公决。2日凌晨，摩洛哥内政大臣沙尔阿维公布草案以98.49%的赞成票获得通过。这标志着该国家以和平方式迈出了宪政改革的重要一步。
新宪法草案的主要内容：
- 将议会的权限扩大，特别是加强了两院中众议院的主导地位。众议院在五分之一议员支持的情况下即可对重要官员展开调查，或在获得三分之一议员支持的情况下对大臣进行弹劾，同时还将取代国王行使大赦权力。
- 新宪法草案同时强调司法独立，国家的司法体系将由法官与全国人权委员会共同组成的最高委员会掌管，而司法大臣被排除在委员会之外。
- 在新宪法草案中，摩洛哥国王仍为国家元首、陸海空三軍最高统帅和宗教领袖，并分别担任“大臣委员会”和新成立的“国家安全委员会”主席，掌握着重大决策的最终决定权，同时仍拥有重要地方长官和驻外大使的任命权等。[19]

## 地理

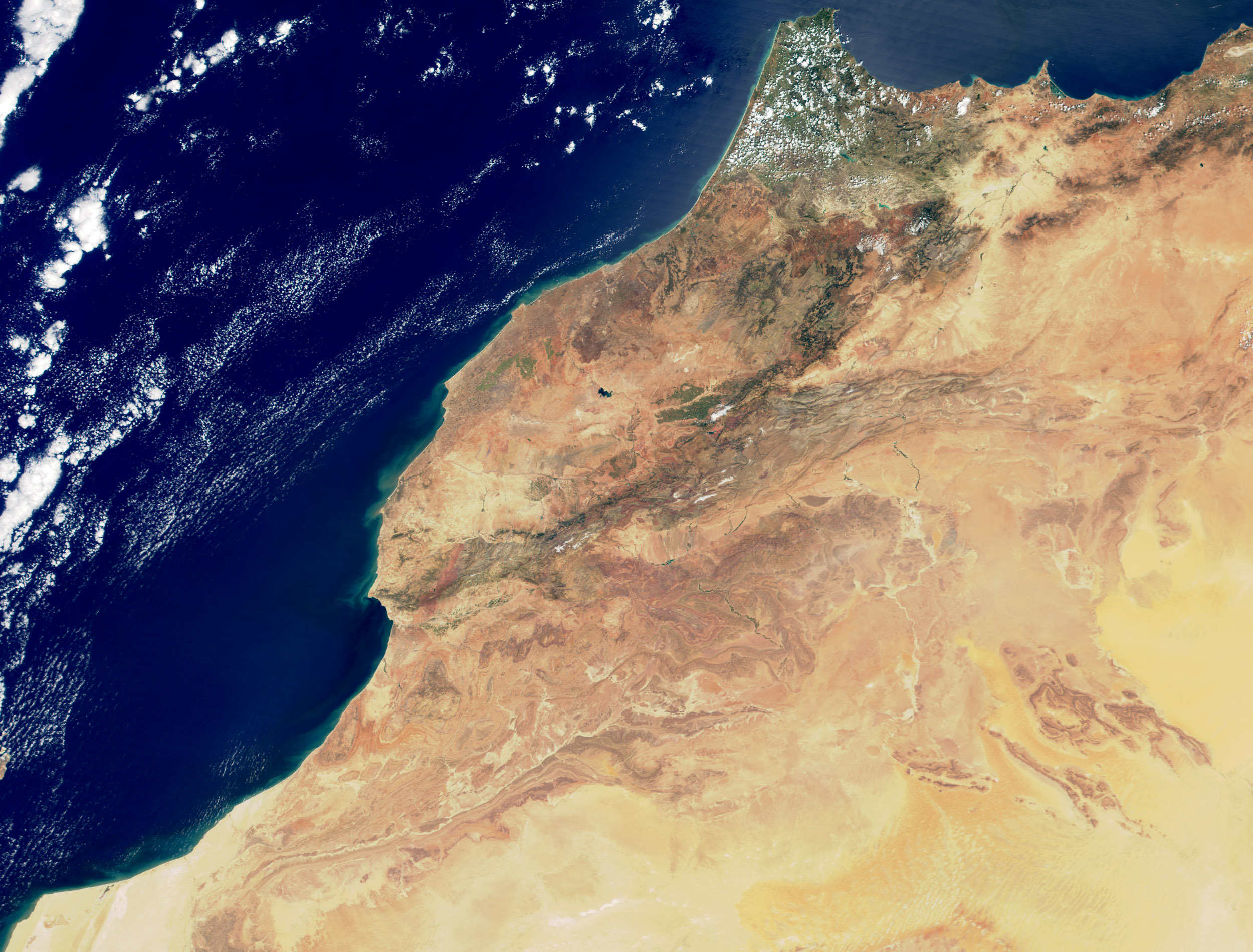
地形空照

位于非洲大陆西北部，直布罗陀海峡南岸，扼地中海入大西洋的门户，海岸线1700多公里。地形复杂，中部和北部为峻峭的阿特拉斯山脉，东部和南部是上高原和前撒哈拉高原，仅西北沿海一带为狭长低缓的平原。由于斜贯全境的阿特拉斯山阻挡了南部撒哈拉沙漠热浪的侵袭，摩洛哥常年气候宜人，花木繁茂，赢得“烈日下的清凉国土”的美誉，还享有“北非花园”的美称。
受副熱帶高壓帶控制和加那利寒流影响，形成干燥的热带沙漠气候；阿特拉斯山脉横贯全国，其中图卜卡勒峰（4,165米）是全国最高点。
摩洛哥磷酸盐资源极为丰富，估计储量1100亿吨，占世界储量的75%。其它矿产资源有铁、铅、锌、钴、锰、钡、铜、盐、磁铁矿、无烟煤、油页岩等。其中油页岩储量1000亿吨以上，含原油60亿吨。

## 行政區劃

2015年摩洛哥大区的编号

摩洛哥全国划分为12个大区。其中摩洛哥控制的西撒哈拉地区被分为三个大区。大区下设62个省和13个行政督察区。
| 編號 | 大區                     | 首府       | 人口（2014年） |
| ---- | ------------------------ | ---------- | -------------- |
| 1    | 丹吉爾-得土安-胡塞馬大區 | 丹吉爾     | 3,556,729      |
| 2    | 東部大區                 | 烏季達     | 2,314,346      |
| 3    | 非斯-梅克內斯大區        | 非斯       | 4,236,892      |
| 4    | 拉巴特-塞拉-蓋尼特拉大區 | 拉巴特     | 4,580,866      |
| 5    | 貝尼邁拉勒-海尼夫拉大區  | 貝尼邁拉勒 | 2,520,776      |
| 6    | 卡薩布蘭卡-塞塔特大區    | 卡薩布蘭卡 | 6,861,739      |
| 7    | 馬拉喀什-薩菲大區        | 馬拉喀什   | 4,520,569      |
| 8    | 德拉-塔菲拉勒特大區      | 拉希迪耶   | 1,635,008      |
| 9    | 蘇斯-馬塞大區            | 阿加迪爾   | 2,676,847      |
| 10   | 蓋勒敏-農河大區          | 蓋勒敏     | 433,757        |
| 11   | 阿尤恩-薩基亞-阿姆拉大區 | 阿尤恩     | 367,758        |
| 12   | 達赫拉-黃金谷地大區      | 達赫拉     | 142,955        |

1. 1 2 3  部分或全部位於有爭議的西撒哈拉領土內。

### 主要城市

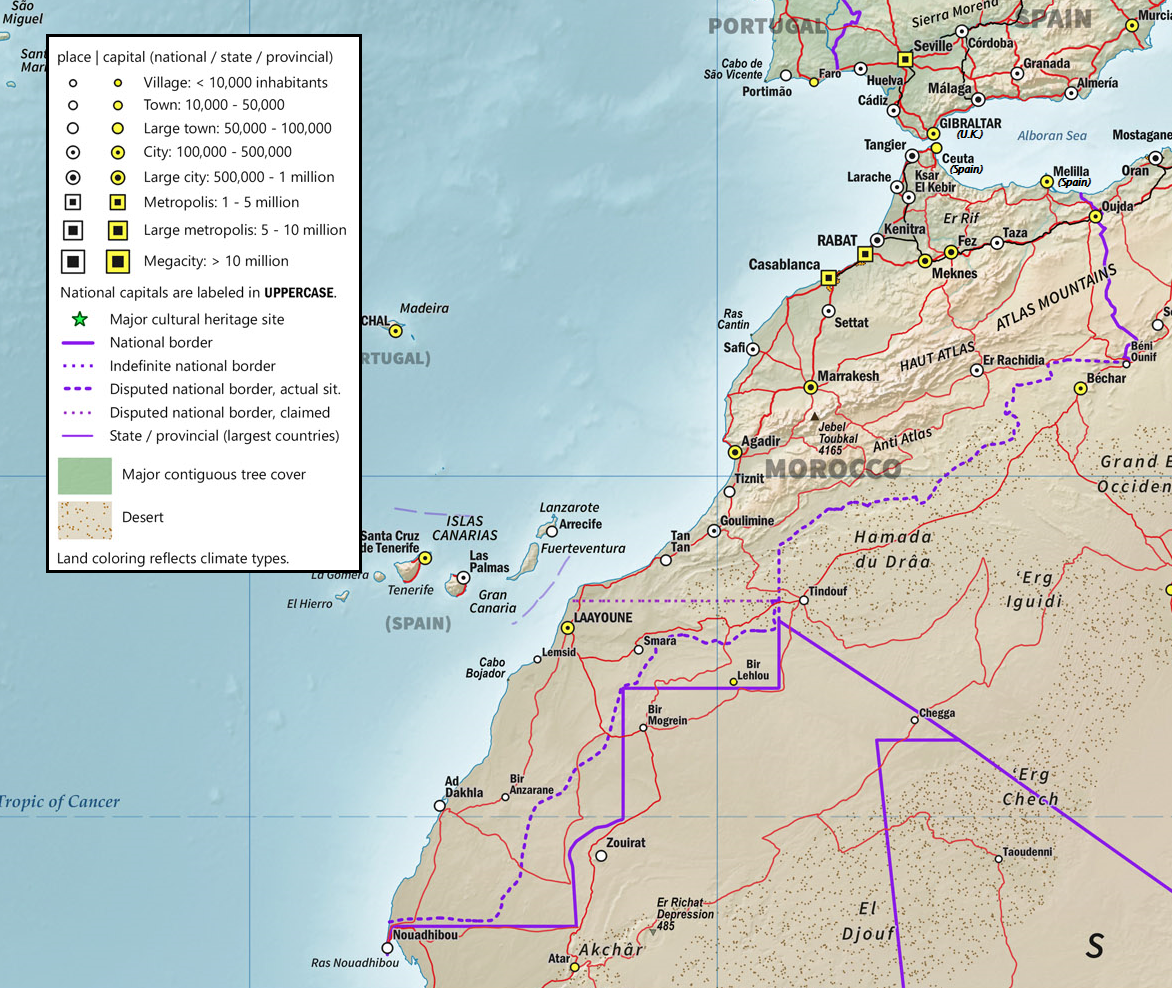
摩洛哥地图（包含西撒哈拉），標示有主要城市

摩洛哥的首都是拉巴特；最大城市是其主要港口卡薩布蘭卡。其他在2014年摩洛哥人口普查中人口超過500,000人的城市是非斯、馬拉喀什、梅克內斯、塞拉和丹吉爾。

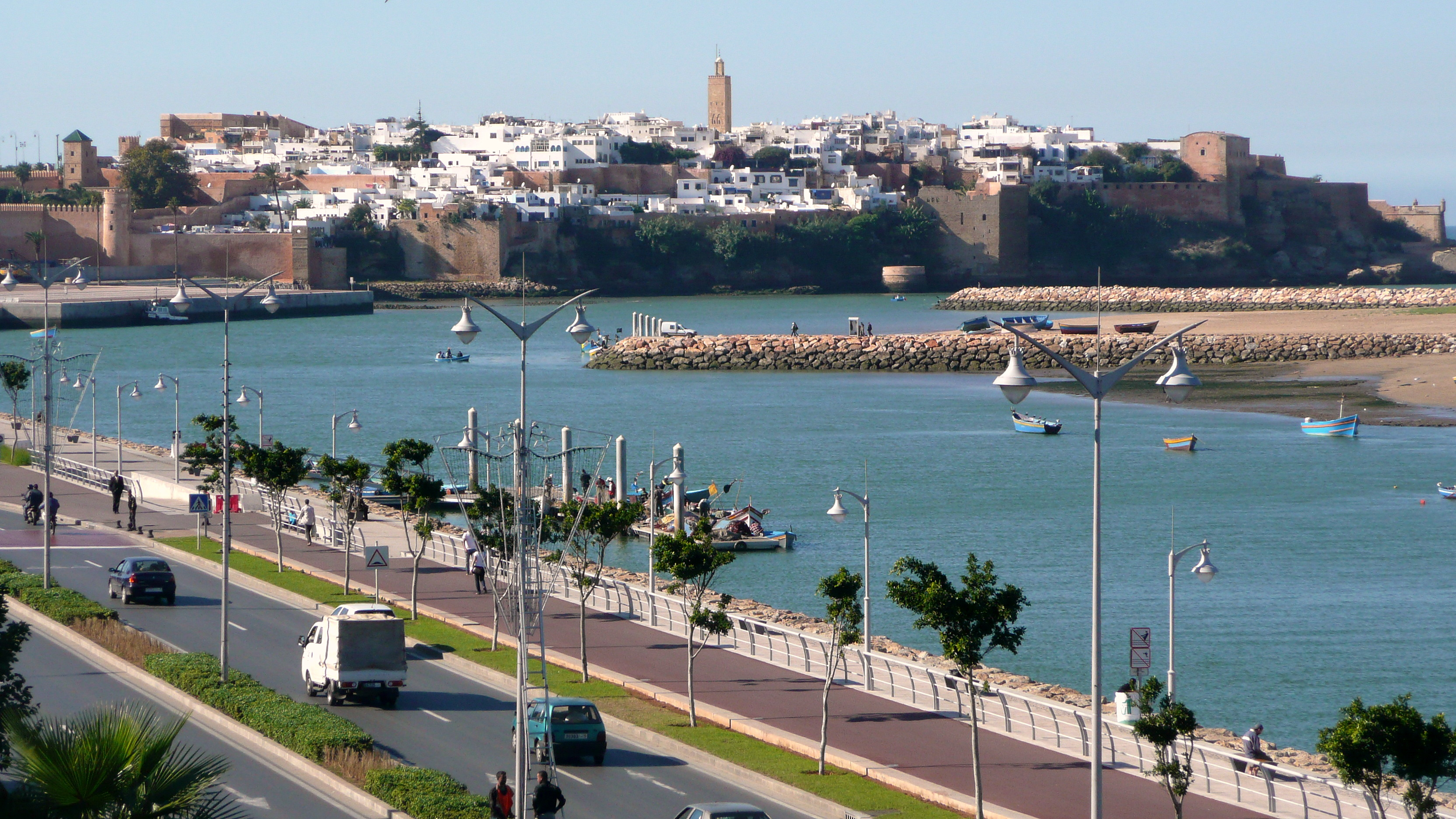
首都拉巴特
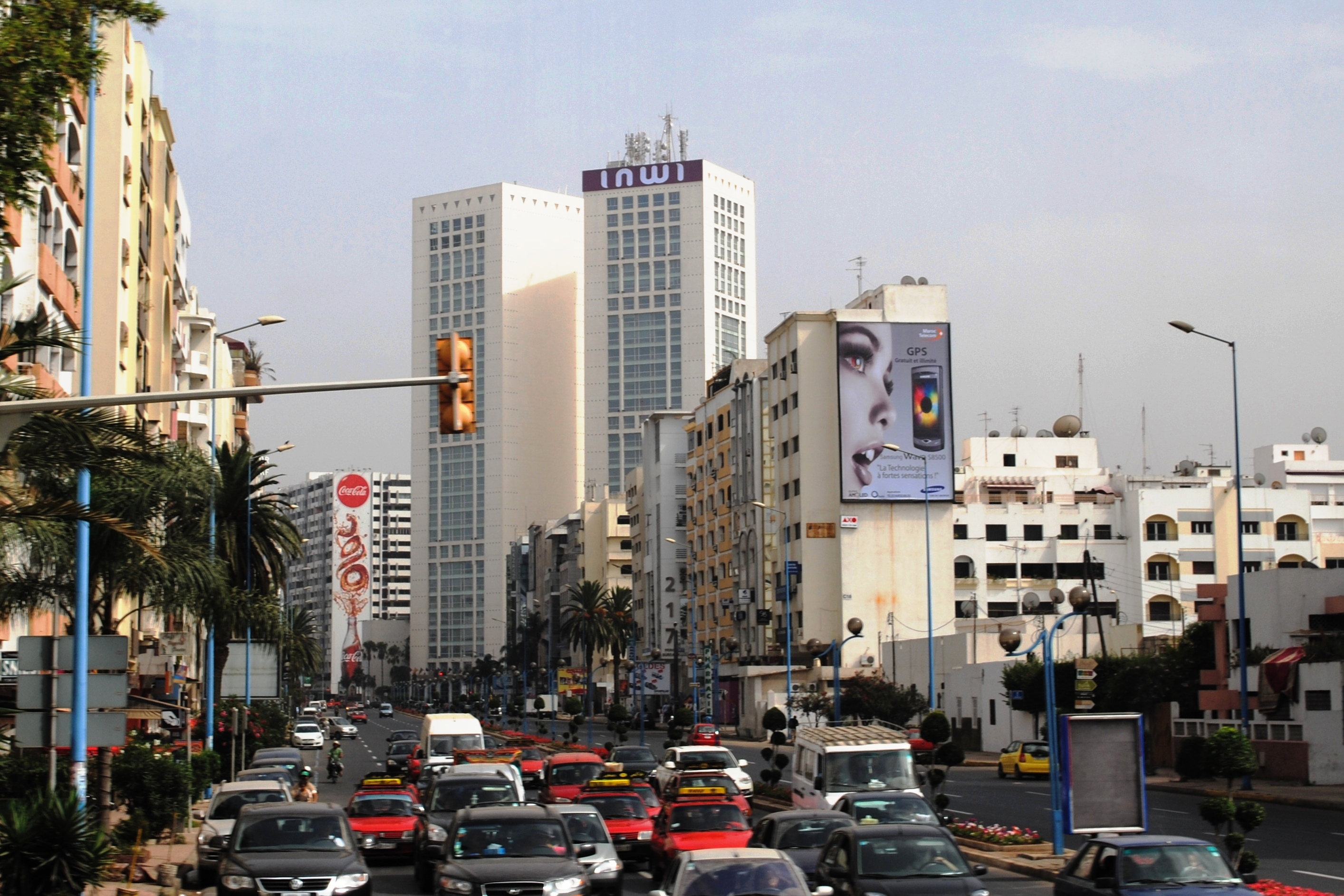
卡萨布兰卡
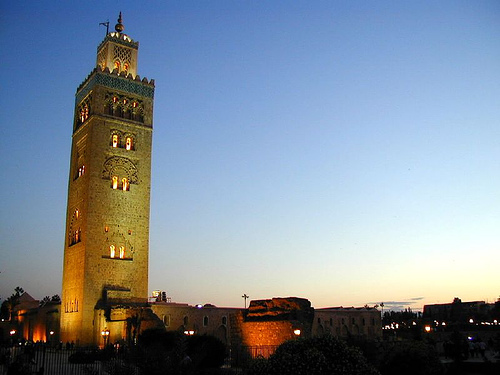
馬拉喀什12世紀建立的庫圖比亞清真寺
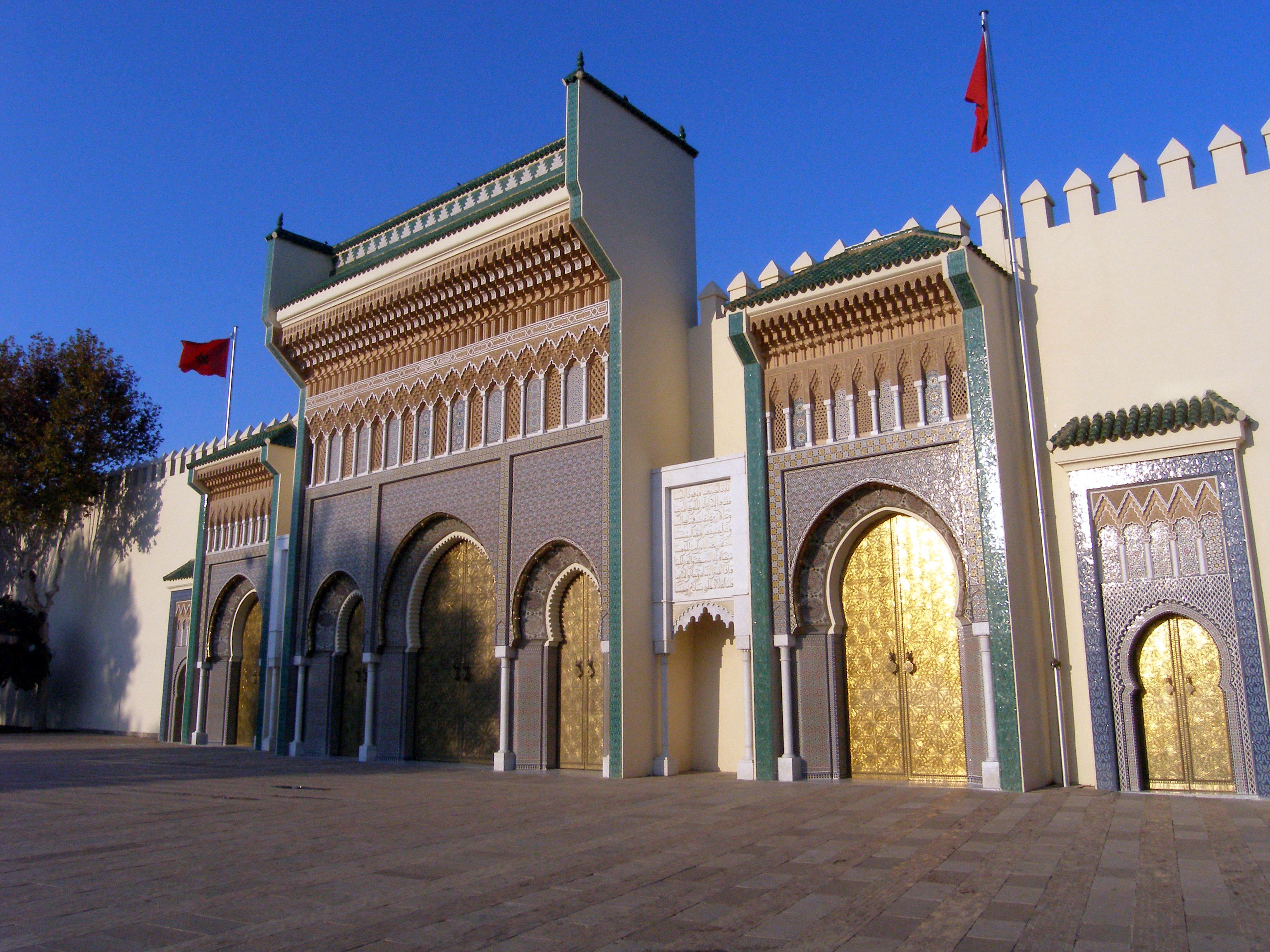
非斯皇宮

## 经济

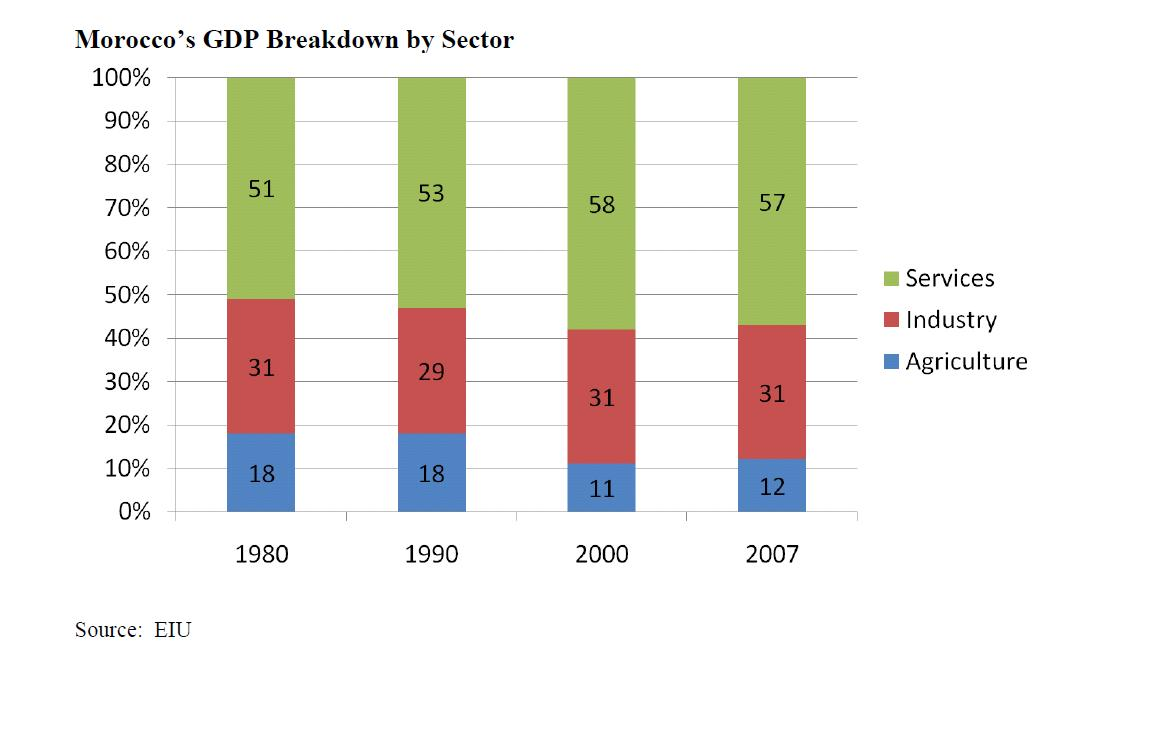
摩洛哥GDP結構

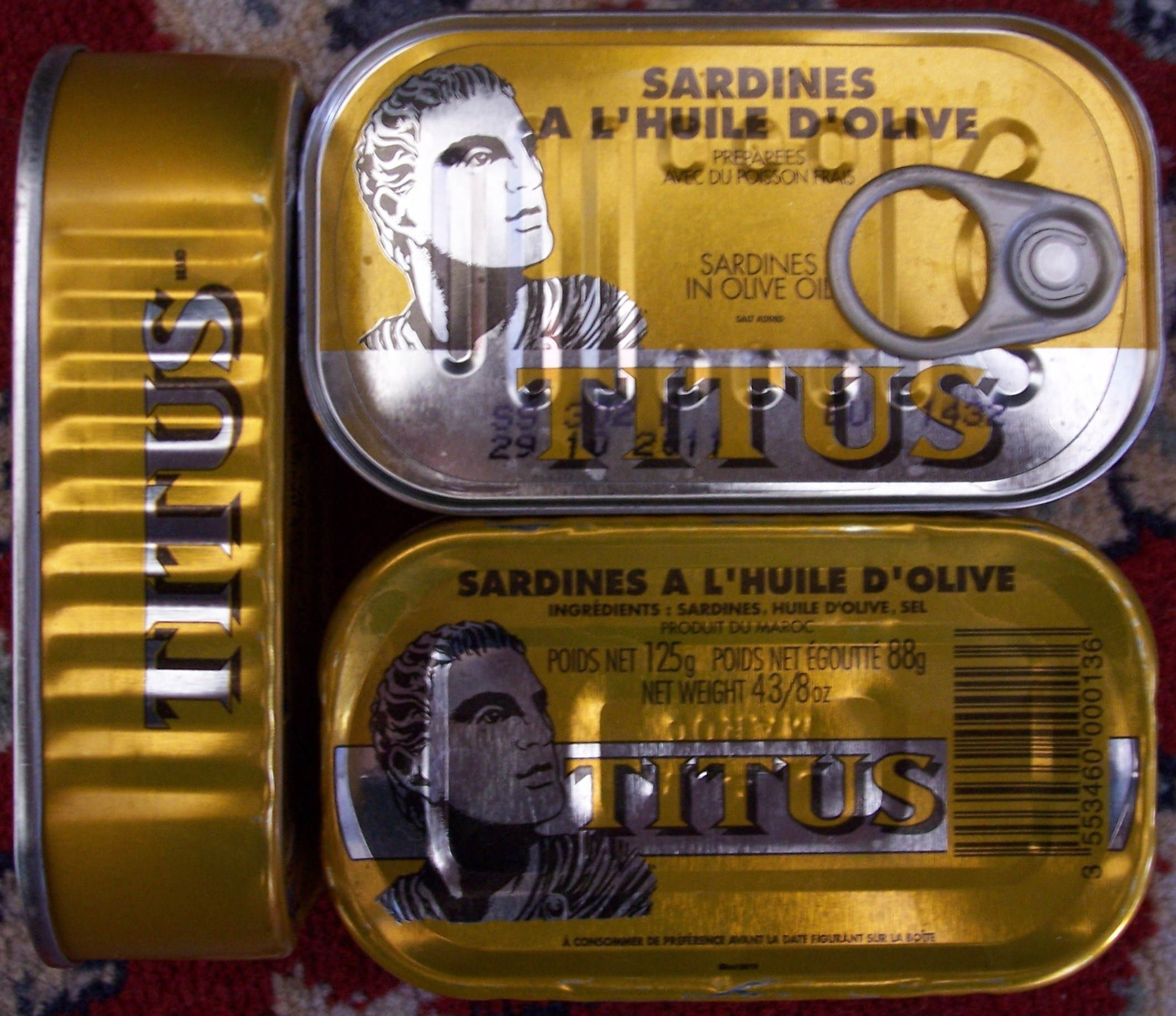
摩洛哥魚罐頭產業

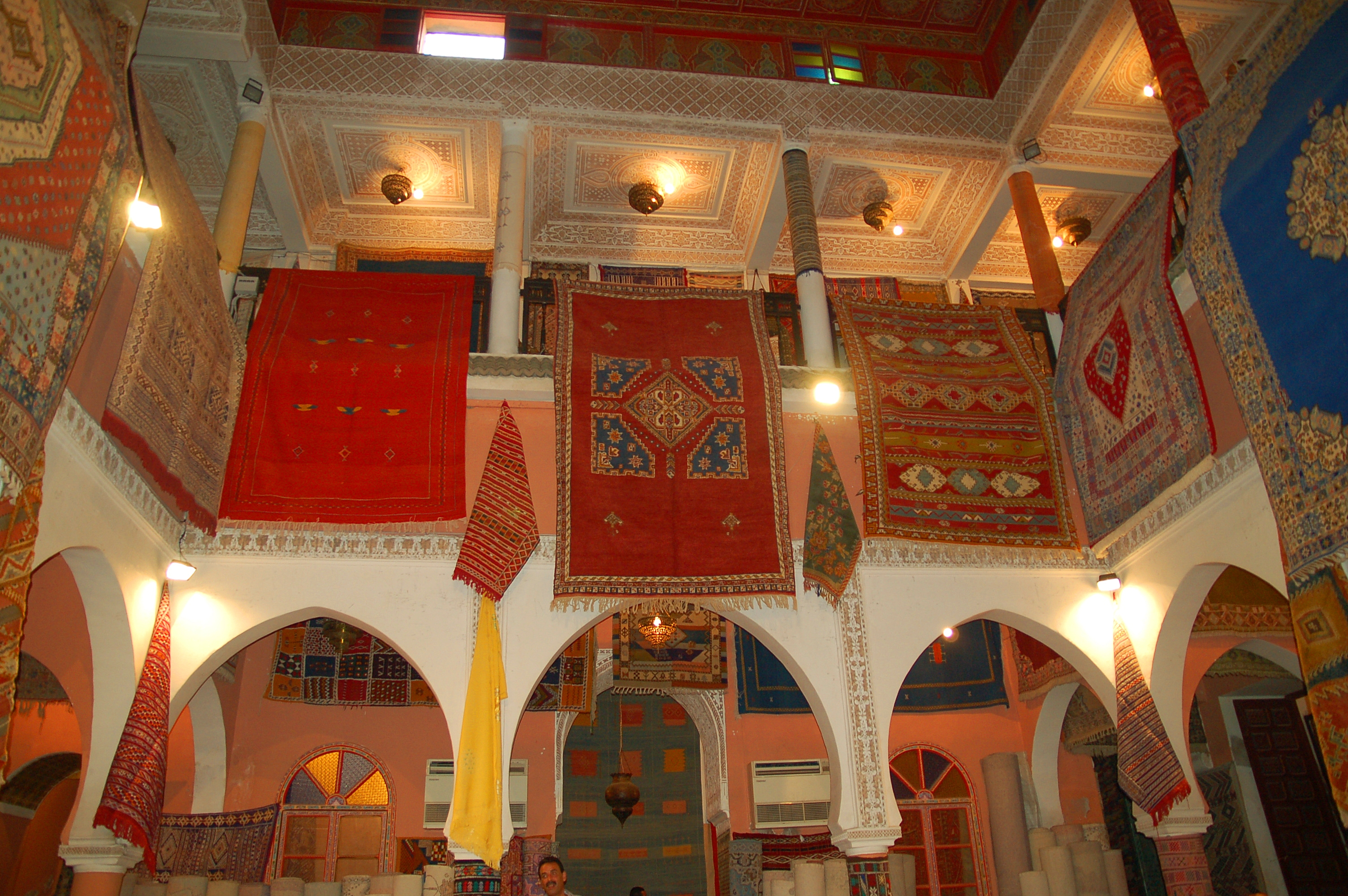
地毯市場

摩洛哥是一个以第三产业经济为主，居中等收入水平的发展中国家，是非洲第五、北非第三大经济体。其主要的经济部门是旅游业、渔业和磷酸矿的出口，磷酸盐储量1100亿吨，占世界首位。农业与牧业也比较重要，但受气候影响比较大。摩洛哥在许多方面依靠外来资助，法国是其第二大援助国，西班牙是其第一大援助国。国民经济发展缓慢。2010年摩洛哥国内生产总值为917亿美元，人均2,839美元。经济增长率3.2%，通货膨胀率则为1.4%。2022年人均3,628美元。

## 交通
陆路交通较发达。在国内运输业中占主导地位，90%的客运和75%的货运通过陆路交通完成。
铁路：投入运营线路1907公里，其中复线483公里，电气化铁路1014公里。另有765公里磷酸盐运输线。2003年，摩洛哥与西班牙达成协议，两国共同修建一条穿过直布罗陀海峡的海底复线铁路。该工程曾预计2010年开工，将是连接欧、非两大洲的首条铁路线，但直至2021年，此工程未有任何實質進展。
2018年，卡薩布蘭卡－丹吉爾高速鐵路通車，是摩洛哥的第一條高速鐵路，也是非洲第一條高速鐵路。
公路：总长64452公里，其中一级公路15907公里，二级公路9367公里，三级公路39178公里。至2009年中，高速公路916公里，有拉巴特－丹吉尔、拉巴特－卡萨布兰卡－塞达特、拉巴特－梅克内斯－非斯等多段高速公路。根据摩第二个全国乡村公路10年计划（2005－2015），每年将新建1500公里公路，届时将使全国80%的农村地区通公路。
水运：现拥有港口30个，其中11个为多功能港口，11个为运输、捕鱼用港口。主要港口有卡萨布兰卡、穆罕默迪耶、萨非、丹吉尔、阿加迪尔等，2009年全国总吞吐量6682万吨。其中卡萨布兰卡为全国最大港口，占全国港口总吞吐量的37%；丹吉尔－地中海港一期已完工，正在扩建二期，将成为非洲和地中海最大港口之一。
空运：全国共有机场28个，其中国际机场12个，如卡萨布兰卡穆罕默德五世国际机场、拉巴特－塞拉国际机场、马拉喀什－迈纳拉国际机场等。摩王家航空公司有飞机33架，开通75条航线，航线通往四大洲32个国家，总航线30多万公里。2008年客运量1060万人次。2005年，摩与欧盟签署“天空开放”协议，摩航空市场对欧洲航空公司开放。
1996年12月，经阿尔及利亚、摩洛哥至西班牙、葡萄牙的马格里布－欧洲天然气管道正式开通。管道全长1385公里，初期每年可输送天然气90亿立方米，摩每年可获10亿立方米天然气。2005年起，摩首次将该管道的过境天然气截留配额用于发电，可满足全国17%的电力需求。

## 人口
| 1971年                | 15.7 |
| 1990年                | 24.8 |
| 2009年                | 32.0 |
| 來源：OECD/World Bank |      |

摩洛哥80%的居民是阿拉伯人後裔，20%是混血。

## 教育
摩洛哥提供免費的義務教育，一直到小學。該國2012年的識字率约為72%。摩洛哥有四十多所大學、高等院校和理工學院，分佈在全國各地的城市中心。

## 文化

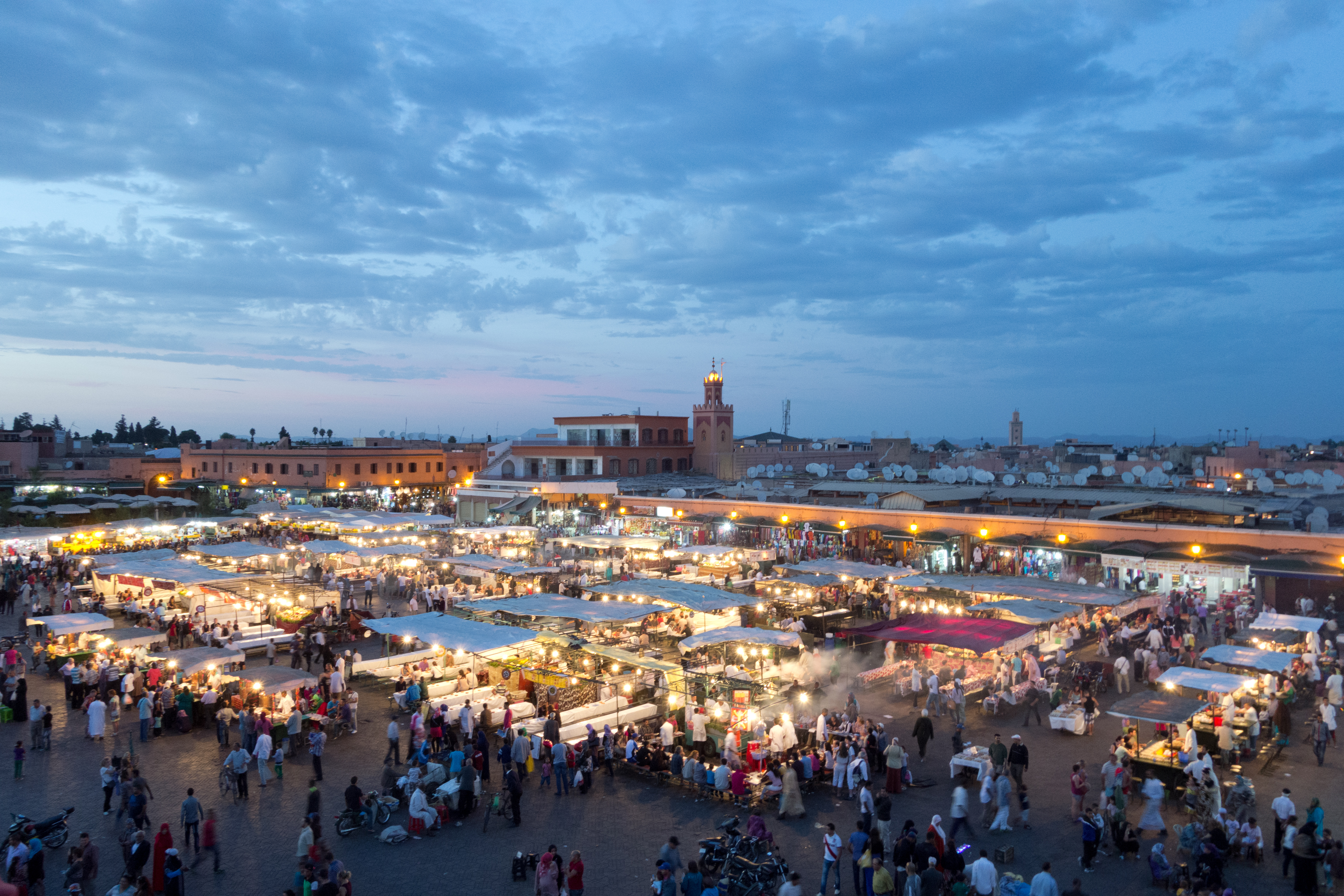
馬拉喀什舊城的杰馬艾夫納廣場

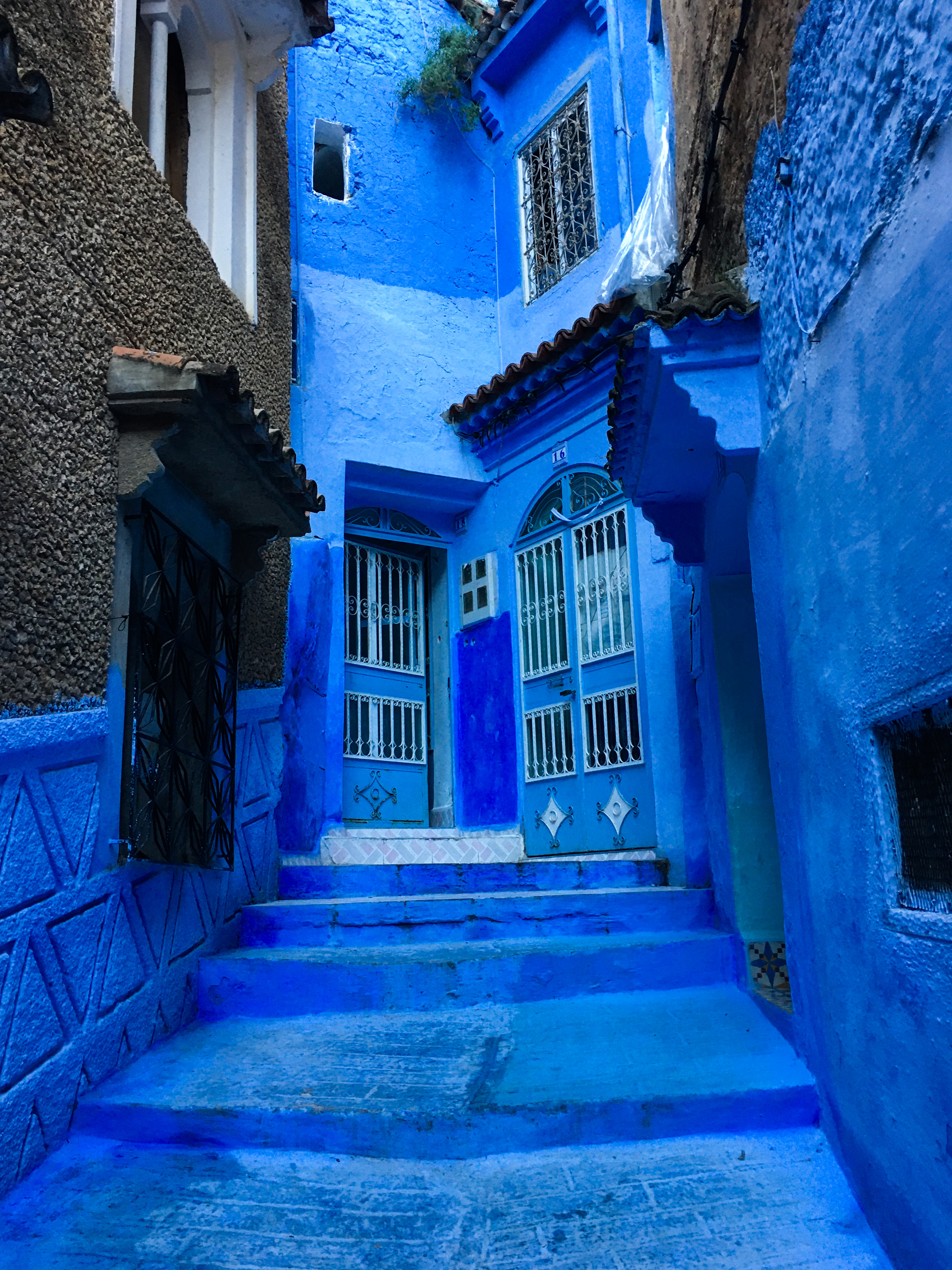
『藍色城市』舍夫沙萬

由於地理位置及歷史因素，摩洛哥的文化融合了阿拉伯、柏柏爾、猶太和西歐等多元文化，前國王哈桑二世曾形容：「摩洛哥是一棵根植在非洲，但叶子呼吸着欧洲空气的大树」。自獨立以來，摩洛哥的繪畫、雕塑、流行音樂、業餘戲劇和電影製作領域均蓬勃發展。

### 語言與宗教
阿拉伯语为国语，不過柏柏語也是受到承認的官方語言，阿拉伯語摩洛哥方言与哈桑尼亞方言很流行。由於被歐洲殖民的歷史和旅遊業的發達，該國大量人口兼通法語、西班牙語和英語。三千多萬人母語是阿拉伯語。一千二百萬到一千五百萬人母語是柏柏爾語。
宗教信仰上，99%是穆斯林，其中67%是逊尼派教徒，30%是無教派穆斯林，此外还有0.9%為基督教徒，0.2%為犹太教徒。伊斯兰教为国教。1993年8月落成的哈桑二世清真寺，坐落在卡萨布兰卡的大西洋海滨，通体使用白色大理石砌成，宣礼塔高达200米，是仅次于麦加清真寺和埃及的阿兹哈尔清真寺的世界第三大清真寺，设备之先进在伊斯兰世界首屈一指。摩洛哥是相對开放的穆斯林国家，對女性是否該穿戴頭巾或罩衫無強制規定，女性可自由決定是否穿戴頭巾，該國政府出于安全原因禁止进口、生产和销售蒙面的布卡。

### 體育
足球是該國最受歡迎的運動。1986年世界盃，摩洛哥國家足球隊成為首支獲世界盃決賽周分組首名的非洲球隊，培育了穆斯塔法·哈吉、马鲁万·沙马克、哈基姆·齐耶赫等球星。其他在该国受歡迎的運動包括：田徑、五人制足球、籃球、拳擊、跆拳道、高爾夫。2022年世界盃，摩洛哥國家足球隊打入四強，成為首支打入世界盃四強的非洲和阿拉伯球隊。

### 旅遊資源
旅遊業是摩洛哥經濟中最重要的部門之一，是該國僅次於磷酸鹽產業的第二大外匯收入來源。
2018年有1230萬遊客造訪了摩洛哥。
主要的旅遊資源包括四大皇城：非斯、馬拉喀什、梅克內斯和拉巴特；電影《北非諜影》的背景卡薩布蘭卡、北方玄關丹吉尔、世界遺產城市索維拉、『藍色城市』舍夫沙萬；及大西洋海岸、撒哈拉沙漠及北非第一高峰圖卜卡勒峰等。
许多城市深受影視創作的青睞，熱播美劇「權力的遊戲」的許多令人難忘的經典場景便取材於摩洛哥的實景拍攝。

### 飲食

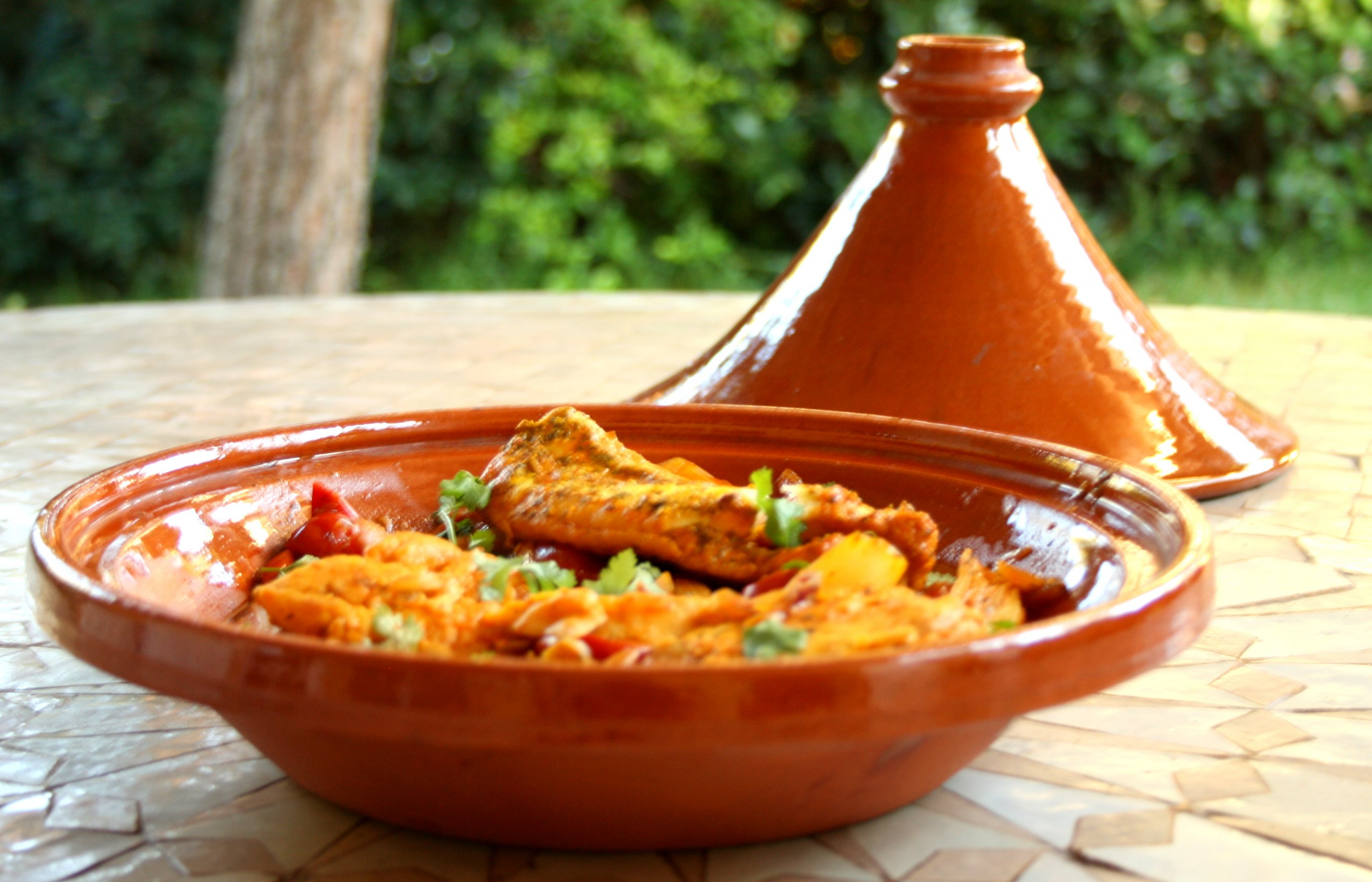
摩洛哥的代表性料理尖蓋鍋燴肉（塔吉鍋）

摩洛哥的飲食主要融合了摩爾、歐洲和地中海飲食，著名的摩洛哥菜餚包括古斯米、尖蓋鍋燴肉（塔吉鍋）、塔可圖卡沙拉等。
塔吉鍋既是一道菜肴，也是用來準備菜肴的特殊陶鍋，可以説是摩洛哥烹飪的靈魂。這種鍋有一個淺底和一個錐形蓋子，有助於捕獲蒸汽並將冷凝物返回到菜肴中，確保食材慢慢煮熟並保持水分。這種方法可以製作出鮮嫩可口的肉類和蔬菜。
最受歡迎的飲料是摩洛哥薄荷茶（Atay），一種帶有薄荷葉和其他成分的綠茶。茶在摩洛哥文化中佔有非常重要的地位，奉茶是熱情好客和友誼的一種表示，訪客幾乎總是會收到一壺裝在小玻璃杯中的薄荷茶來歡迎。甚至在一般人家裡，有多套茶具也屬正常。

### 貓文化

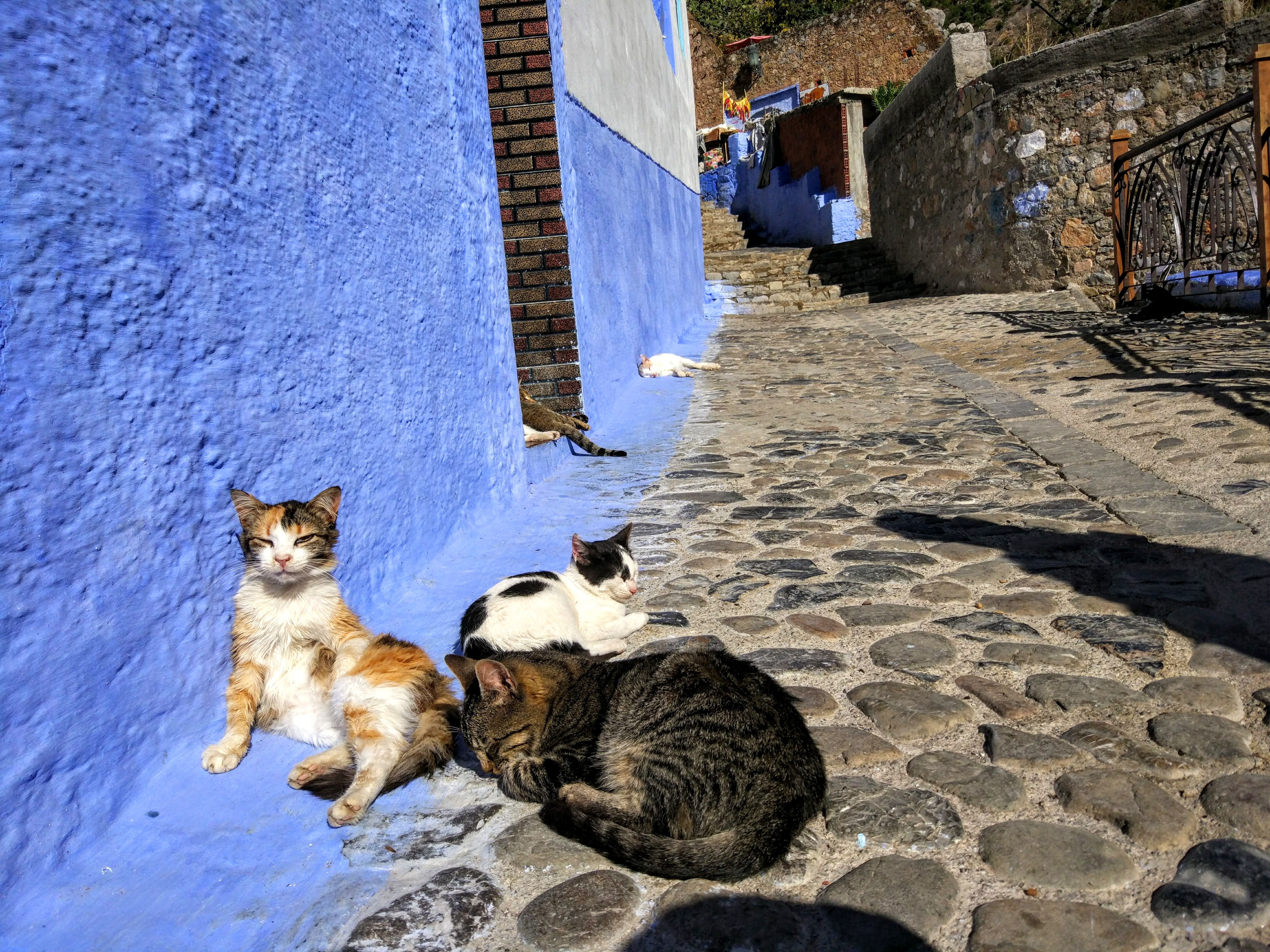
舍夫沙萬街頭的貓

貓是摩洛哥文化和日常生活的固有組成部分，摩洛哥不管在城市還是郊區，都會有貓的蹤影。當地人對貓的態度大多也是包容、友善的，這跟貓在伊斯蘭教的故事形象，以及愛乾淨的天性有關。
儘管貓在摩洛哥普遍受到喜愛，然而大量的流浪貓和缺乏節育意味著一些貓將不得不忍受疾病、食物短缺和受傷。由於2019冠狀病毒疾病疫情衝擊，許多餐廳業者紛紛關門，也導致許多流浪貓頓時失去食物來源。2019年，摩洛哥世界新聞以“摩洛哥的街頭貓不可愛”為題發表了一篇專欄文章。這篇文章由一名位於拉巴特的美國留學生撰寫，強調了摩洛哥發生的幾起虐待動物事件，並感嘆“該國動物福利問題令人困擾”。

### 國定假日
| 日期     | 中文名                     | 当地名 | 备注                                 |
| -------- | -------------------------- | ------ | ------------------------------------ |
| 1月11日  | 独立宣言发表日             |        |                                      |
| 5月1日   | 劳动节                     |        |                                      |
| 7月30日  | 国庆日                     |        | 穆罕默德六世国王登基日               |
| 8月14日  | 收复（西撒哈拉地区）纪念日 |        |                                      |
| 8月20日  | 国王和人民革命日           |        |                                      |
| 8月21日  | 青年节                     |        | 穆罕默德六世国王生日                 |
| 11月6日  | 绿色进军节                 |        | 摩政府1975年组织民众进入西撒哈拉地区 |
| 11月18日 | 独立日                     |        |                                      |

### 宗教節日

#### 1. 齋月 (Ramadan)
齋月是伊斯蘭教曆的第九個月，阿拉伯語叫“拉馬丹”，又稱“把齋節”。齋月是穆斯林重要的宗教節日之一，根據月圓月缺來計算齋月時間，一般為29或30天。齋月是一年中最聖潔的一月，摩洛哥人在這段時間會從黎明到禁食禁水禁煙、戒絕醜行穢語、克制欲念，以體驗饑餓與渴望，培養忍耐力、淨化心靈，並進行禱告和慈善活動。

#### 2 開齋節 (Eid al-Fitr)
齋月結束後的第一天，摩洛哥人便會開始慶祝開齋節。

#### 3. 古爾邦節 (Eid al-Adha)
古爾邦節也叫宰牲節，通常是在伊斯蘭曆的12月10日左右舉行。這個節日是為了紀念先知易卜拉欣忠實執行真主安拉的命令，願意獻祭兒子易司馬儀以表忠誠于真主，在安拉的寬免下，又用羊羔代替的故事。這一天，摩洛哥人會宰殺牲畜（通常是羊、牛或駱駝），並與親朋共用這頓特殊的餐食。

#### 4. 阿舒拉節 (Ashura)
“阿舒拉”在阿拉伯語中意為“第十”，指的是伊斯蘭曆第一月的第十天。對於什葉派穆斯林來說，這一天紀念伊瑪目侯賽因在卡爾巴拉戰役中殉難，摩洛哥的慶祝方式相對簡單，但還是會有宗教活動和集會。

## 軍事
摩洛哥於1956年獨立後即開始創設國家軍事力量，2010年代時全軍現役人數約19.5萬人，除皇家陸軍、皇家海軍、皇家空軍之外，尚包括皇家憲兵、皇家衛隊和後備役部隊。海軍是各軍種中成立時間最晚者，直至1960年才建軍。

## 領土爭議

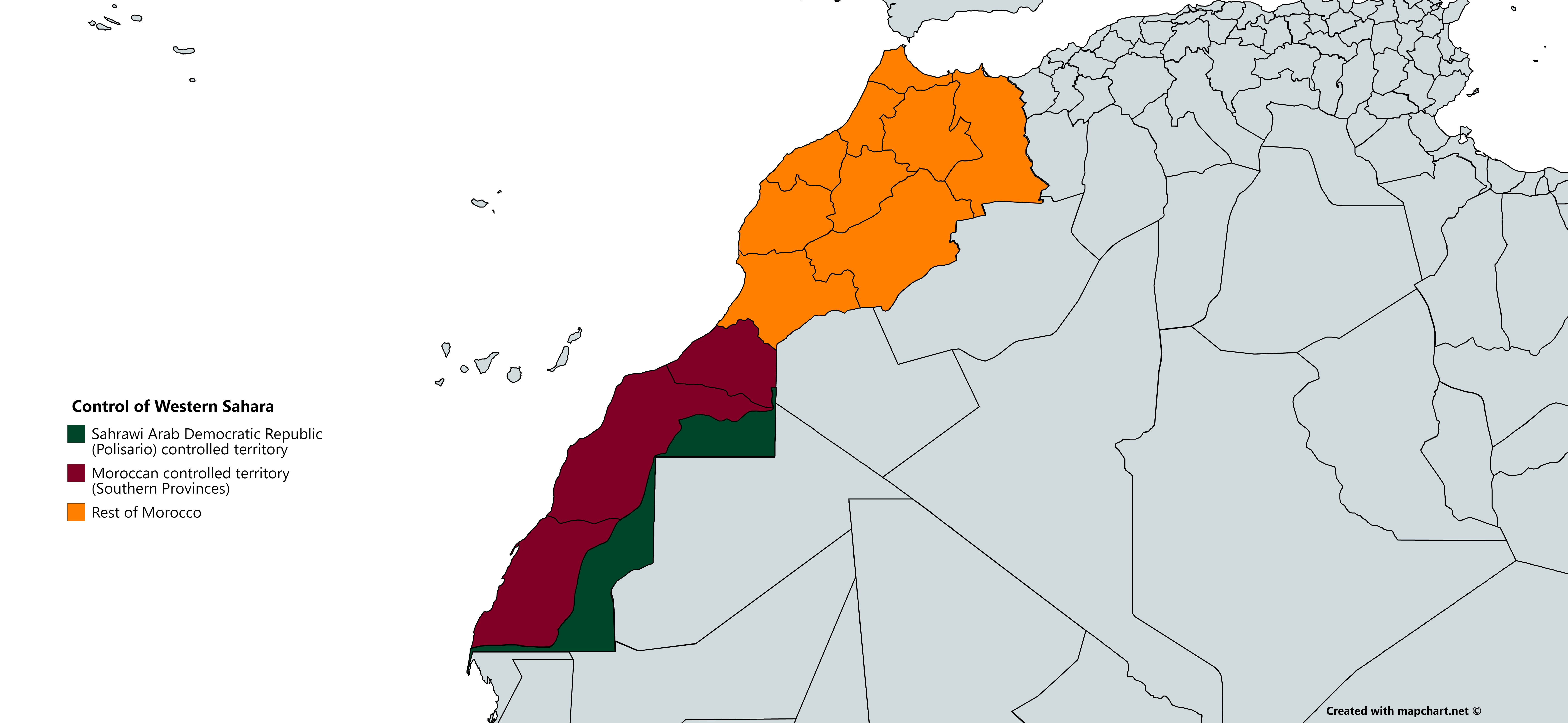
摩洛哥目前仍控制着西撒哈拉地区80%的土地

自从摩洛哥脱离法国保护国于1956年独立后，当时与佛朗哥统治的西班牙存在大量领土争端。国王穆罕默德五世时期，丹吉尔归还摩洛哥，并与西班牙展开了谈判，同年西屬摩洛哥北部回归。摩洛哥根据1958年伊夫尼战争后签署的《辛特拉协定》获得了塔尔法亚地带（Tarfaya Strip，又名「朱比角」），又通过1969年的《非斯协定》获得伊夫尼，1975年国王哈桑二世发动绿色进军，摩洛哥最终按照《马德里协定》接管了萨基亚-阿姆拉，并在1979年毛里塔尼亚撤离后占据了南部的黄金谷地（Oued Eddahab，即「里奧德奧羅」）。
在非殖民化时期的初级阶段，某些摩洛哥的政客，尤其是摩洛哥独立党的一些成员，例如Allal al-Fassi（于1956年出版了大量宣传“大摩洛哥”的地图），在摩洛哥独立后的几年里主张要求更广阔的领土。最初，苏丹并不支持这一意见。1963年阿尔及利亚独立战争爆发，摩洛哥攻占了阿尔及利亚西部的廷杜夫和贝沙尔，并声称其为摩洛哥领土。冲突在一个月的战争及上百的伤亡的同时僵持不下。Al-Fassi的野心在1960年代依然获得了相当一部分人的支持，直到1969年，摩洛哥才承认早已在1960年就独立的毛里塔尼亚。在敌对的几年里，毛里塔尼亚政权一直谴责摩洛哥参与恐怖袭击，入侵领土；而在1970年代中期，冲突又在西撒哈拉问题上展开。
尽管摩洛哥政府依然坚称西撒哈拉和其北部的西班牙飞地：休达与梅利利亚为其领土，但是大摩洛哥的领土主张在1960年代后期已经被摩洛哥主流所放弃。与摩洛哥争夺西撒哈拉领土宣称的波利萨里奥阵线（阿拉伯撒哈拉民主共和国），则在阿尔及利亚等国支持下于1980年代获得了非盟的席位。